# Deportes ecuestres en los Juegos Olímpicos de Montreal 1976
Los deportes ecuestres en los Juegos Olímpicos de Montreal 1976 se realizaron en el Centro Olímpico Ecuestre de Montreal del 23 de julio al 1 de agosto de 1976.
En total se disputaron en este deporte seis pruebas diferentes en las disciplinas de doma, salto de obstáculos y concurso completo, en las categorías individual y por equipos. El programa de competiciones se mantuvo como en la edición pasada.

## Medallistas
| Evento                                        | Oro | Plata | Bronce |
| --------------------------------------------- | --- | --- | --- |
| Doma individual (30 de julio)                 | Christine Stückelberger (Granat) · Suiza · 1486,0 pts.                                                                                                  | Harry Boldt (Woycek) · Alemania Occidental · 1435,0 pts.                                                                                       | Reiner Klimke (Mehmed) · Alemania Occidental · 1395,0 pts.                                                                                 |
| Doma por equipos (29 de julio)                | Harry Boldt (Woycek) · Reiner Klimke (Mehmed) · Gabriela Grillo (Ultimo) · Alemania Occidental · 5155,0                                                 | Christine Stückelberger (Granat) · Ulrich Lehmann (Widin) · Doris Ramseier (Roch) · Suiza · 4684,0                                             | Hilda Gurney (Keen) · Dorothy Morkis (Monaco) · Edith Master (Dahlwitz) · Estados Unidos · 4647,0                                          |
| Salto de obstáculos individual (1 de agosto)  | Alwin Schockemöhle (Warwick Rex) · Alemania Occidental · 0                                                                                              | Michel Vaillancourt (Branch County) · Canadá · 12 (4)                                                                                          | François Mathy (Gai Luron) · Bélgica · 12 (8)                                                                                              |
| Salto de obstáculos por equipos (27 de julio) | Hubert Parot (Rivage) · Jean-Marcel Rozier (Bayard de Maupas) · Marc Roguet (Belle de Mars) · Michel Roche (Un Espoir) · Francia · 40                   | Alwin Schockemöhle (Warwick Rex) · Hans Günter Winkler (Torphy) · Sönke Sönksen (Kwepe) · Paul Schockemöhle (Agent) · Alemania Occidental · 44 | Eric Wauters (Gute Sitte) · François Mathy (Gai Luron) · Edgar-Henri Cuepper (Le Champion) · Stanny Van Paesschen (Porsche) · Bélgica · 63 |
| Concurso completo individual (23-25 de julio) | Edmund Coffin (Bally-Cor) · Estados Unidos · 144,99 | Michael Plumb (Better & Better) · Estados Unidos · 125,85                                                                                      | Karl Schultz (Madrigal) · Alemania Occidental · 129,45                                                                                     |
| Concurso completo por equipos (25 de julio)   | Edmund Coffin (Bally-Cor) · Michael Plumb (Better & Better) · Bruce Davidson (Irish-Cap) · Mary Anne Tauskey (Marcus Aurelius) · Estados Unidos · 441,0 | Karl Schultz (Madrigal) · Herbert Blöcker (Albrant) · Helmut Rethemeier (Pauline) · Otto Ammermann (Volturno) · Alemania Occidental · 584,60   | Wayne Roycroft (Laurenson) · Mervyn Bennet (Regal Reign) · William Roycroft (Version) · Denis Pigott (Hillstead) · Australia · 599,54      |

## Medallero
| Núm. | País                | Oro | Plata | Bronce | Total |
| ---- | ------------------- | --- | ----- | ------ | ----- |
| 1    | Alemania Occidental | 2   | 3     | 2      | 7     |
| 2    | Estados Unidos      | 2   | 1     | 1      | 4     |
| 3    | Suiza               | 1   | 1     | 0      | 2     |
| 4    | Francia             | 1   | 0     | 0      | 1     |
| 5    | Canadá              | 0   | 1     | 0      | 1     |
| 6    | Bélgica             | 0   | 0     | 2      | 2     |
| 7    | Australia           | 0   | 0     | 1      | 1     |
|      | TOTAL               | 6   | 6     | 6      | 18    |